# Ergonomia
A ergonomia (também designada fatores humanos ou engenharia dos fatores humanos) é a aplicação de princípios psicológicos e fisiológicos à engenharia e à conceção de produtos, processos e sistemas. Objetivos principais da ergonomia: reduzir o erro humano, aumentar a produtividade e a disponibilidade do sistema e aumentar a segurança, a saúde e o conforto, com foco específico na interação entre o operador humano e o equipamento. Basicamente, a ergonomia visa otimizar a execução do trabalho.
A ergonomia atua segundo uma combinação de várias disciplinas, como psicologia, sociologia, engenharia, biomecânica, design industrial, fisiologia, antropometria, design de interação, design visual, experiência do usuário e design de interface de usuário. A pesquisa de fatores humanos emprega métodos e abordagens dessas e de outras disciplinas de conhecimento para estudar o comportamento humano e gerar dados relevantes para os quatro objetivos principais acima. Ao estudar e compartilhar o aprendizado sobre o design de equipamentos, dispositivos e processos que se adaptam ao corpo humano e seus processos cognitivos, habilidades, os dois termos "fatores humanos" e "ergonomia" são essencialmente sinônimos de seu referente e significado na literatura atual.
A Associação Internacional de Ergonomia define ergonomia ou fatores humanos da seguinte forma:
Ergonomia (ou fatores humanos) é a disciplina científica preocupada com a compreensão das interações entre humanos e outros elementos de um sistema, e a profissão que aplica teoria, princípios, dados e métodos para projetar para otimizar o bem-estar humano e o desempenho geral do sistema.
Os fatores humanos são empregados para cumprir as metas de saúde e segurança ocupacional e produtividade. É relevante no design de coisas como móveis seguros e interfaces fáceis de usar para máquinas e equipamentos. O design ergonômico adequado é necessário para evitar lesões por esforços repetitivos e outros distúrbios musculoesqueléticos, que podem se desenvolver com o tempo e levar a incapacidades de longo prazo. Fatores humanos e ergonomia estão preocupados com o "encaixe" entre o usuário, equipamento e ambiente ou "encaixar um trabalho para uma pessoa" ou "encaixar a tarefa para o homem". Leva em conta as capacidades e limitações do usuário na busca de garantir que as tarefas, funções, informações e o ambiente sejam adequados a esse usuário.
Para avaliar o ajuste entre uma pessoa e a tecnologia utilizada, especialistas em fatores humanos ou ergonomistas consideram o trabalho (atividade) que está sendo feito e as demandas do usuário; o equipamento usado (seu tamanho, forma e quão apropriado é para a tarefa) e as informações usadas (como são apresentadas, acessadas e alteradas). A ergonomia baseia-se em muitas disciplinas em seu estudo dos seres humanos e seus ambientes, incluindo antropometria, biomecânica, engenharia mecânica, engenharia industrial, design industrial, design da informação, cinesiologia, fisiologia, psicologia cognitiva, psicologia industrial e organizacional e psicologia espacial. 

## Aplicações
Os mais de vinte subgrupos técnicos da Sociedade de Fatores Humanos e Ergonomia (Human Factors and Ergonomics Society - HFES) 

indicam a ampla faixa de aplicações desta ciência. A engenharia de fatores humanos continua a ser aplicada na aeronáutica, envelhecimento, transporte, ambiente nuclear, cuidados de saúde, tecnologia da informação, projeto de produtos (design industrial), ambientes virtuais e outros. Kim Vicente, professor de ergonomia da Universidade de Toronto, afirma que o acidente nuclear de Chernobil pode ser atribuído ao fato de os projetistas da instalação não prestarem suficiente atenção aos fatores humanos. "Os operadores eram treinados, mas a complexidade do reator e dos painéis de controle ultrapassavam sua habilidade de perceber o que eles estavam vendo, durando o prelúdio do desastre".
Assuntos de ergonomia também aparecem em sistemas simples e em produtos de consumo. Alguns exemplos incluem telefones celulares e outros dispositivos computacionais manuais que continuam diminuindo de tamanho e se tornando cada vez mais complexos. No tempo em que gravadores de vídeo-cassetes eram amplamente usados, "milhares de gravadores de vídeo-cassetes continuavam piscando '12:00' em todo o mundo, porque poucas pessoas conseguiam descobrir como programá-los" ou "relógios despertadores que permitem usuários sonolentos inadvertidamente desligar o alarme quando pretendiam somente silenciá-lo momentaneamente". Um projeto centrado no usuário, também conhecido como abordagem de sistemas, ou ciclo de vida da engenharia de usabilidade ajuda a melhorar o ajuste entre usuário e sistema.

## Ergonomia e usabilidade de interfaces humano-computador

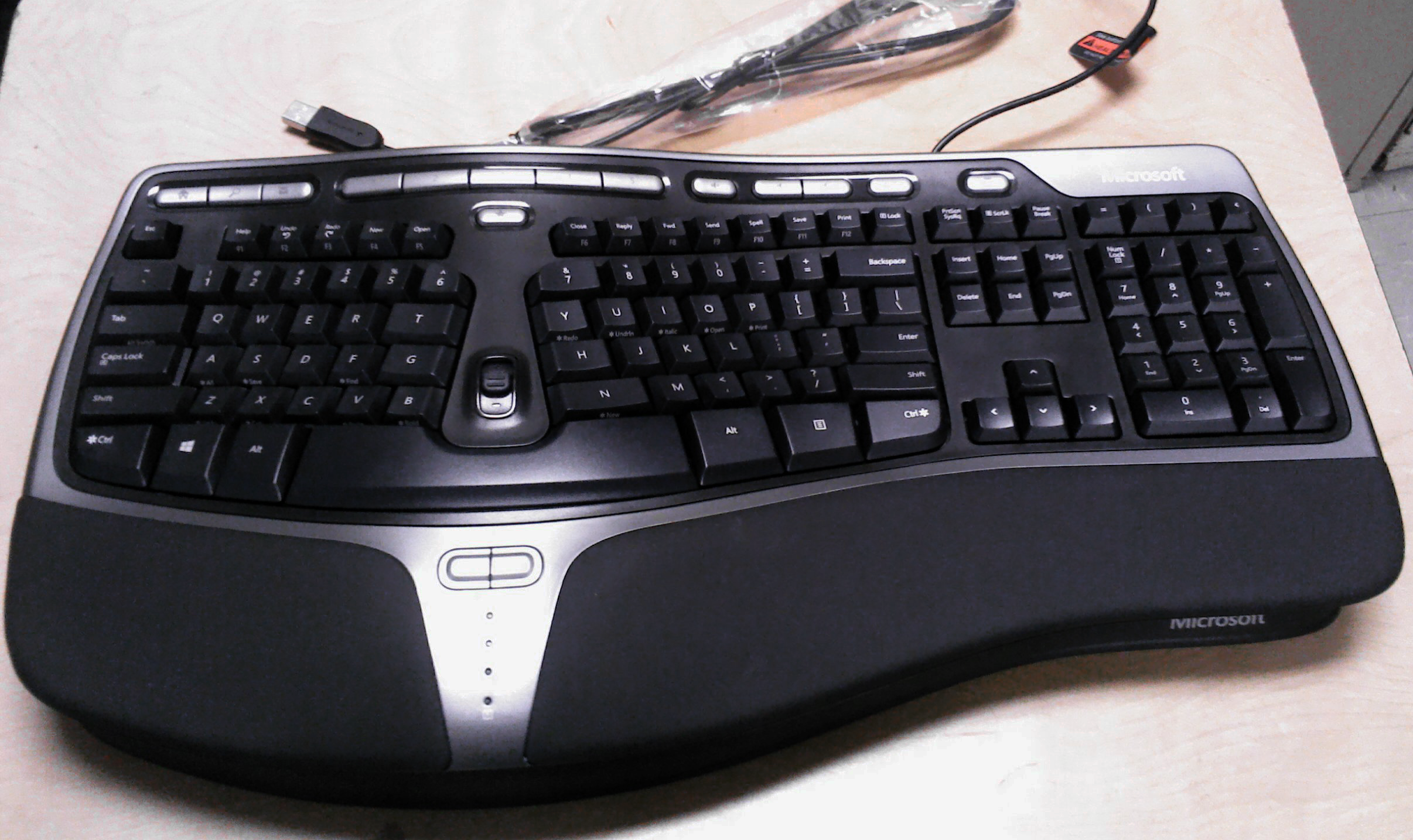
Teclado ergonômico

A ergonomia é a qualidade da adaptação de um dispositivo a seu operador e à tarefa que ele realiza. A usabilidade se revela quando os usuários empregam o sistema para alcançar seus objetivos em um determinado contexto de operação. Pode-se dizer que a ergonomia está na origem da usabilidade, pois quanto mais adaptado for o sistema interativo, maiores serão os níveis de eficácia, eficiência e satisfação alcançado pelo usuário durante o uso do sistema. De fato, a norma ISO 9241, em sua parte 11, define usabilidade a partir destas três medidas de base:
- Eficácia: a capacidade que os sistemas conferem a diferentes tipos de usuários para alcançar seus objetivos em número e com a qualidade necessária.
- Eficiência: a quantidade de recursos (por exemplo, tempo, esforço físico e cognitivo) que os sistemas solicitam aos usuários para a obtenção de seus objetivos com o sistema.
- Satisfação: a emoção que os sistemas proporcionam aos usuários em face dos resultados obtidos e dos recursos necessários para alcançar tais objetivos.

Por outro lado, um problema de ergonomia é identificado quando um aspecto da interface está em desacordo com as características dos usuários e da maneira pela qual ele realiza sua tarefa.
Já um problema de usabilidade é observado em determinadas circunstâncias, quando uma característica do sistema interativo (problema de ergonomia) ocasiona a perda de tempo, compromete a qualidade da tarefa ou mesmo inviabiliza sua realização. Como consequência, ele estará aborrecendo, constrangendo ou até traumatizando a pessoa que utiliza o sistema interativo.

### Ergonomia e sistema da qualidade

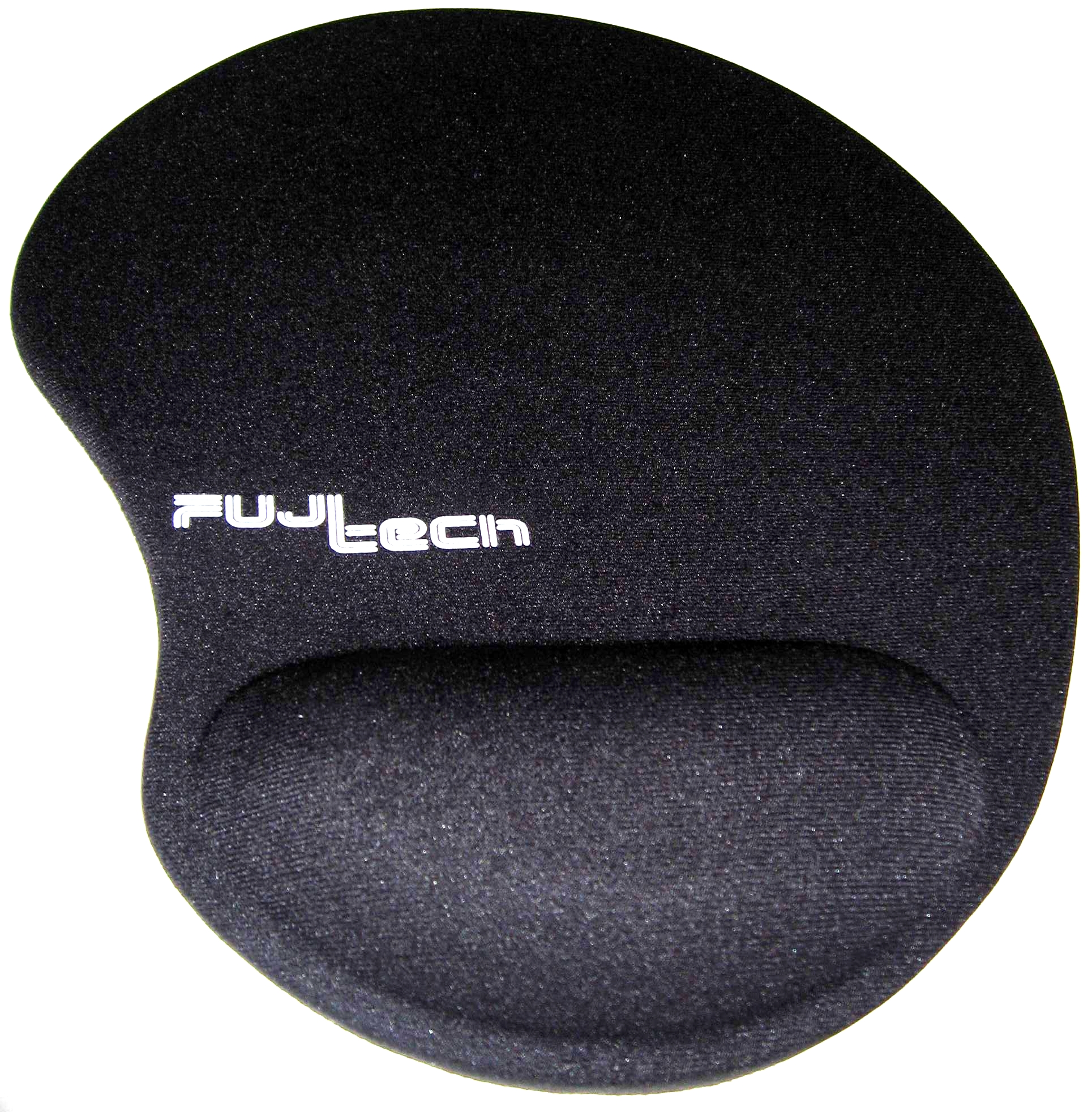
Tapete de rato com apoiador de punho.

A ergonomia aplica-se ao desenvolvimento de ferramentas de ações sistematizadas em virtude uma política da qualidade e a critérios de averiguação de sua aplicação, como na assimilação da cultura do bem fazer por bem estar e compreender, nas chamadas auditorias ou análises de qualificação e mapeamentos de processos, e atinge a segmentos diversos quando margeia a confiança aos métodos de interpretação e a introdução de novos aplicativos, artefatos e até de gerenciamento de pessoas inerentes ou inseridas a um grupo. Os sistemas de qualidade em disseminação, quando de sua possibilidade em humanizar os processos volta-se a racionalizar o homem ao sistema e a interface da pessoa com o método.

### Análise de acidentes
A ergonomia tem importância especial na análise de acidentes, tendo sido utilizada no processo de investigação das causas do acidente da Usina Nuclear em Three Mile Island na Pensilvânia, Estados Unidos, conforme apresentado no relatório "Report of the President´s Commission on the accident at Three Mile Island", publicado em 1979.

## No Brasil
No Brasil, as condições ergonômicas de trabalho são regulamentadas pela Norma Regulamentadora nº 17, do Ministério do Trabalho e Previdência Social, que também dispõe sobre a utilização de materiais e mobiliário ergonomia, condições ambientais, jornada de trabalho, pausas, folgas e normas de produção.